# Kavaja
Kavaja város Albánia középső részén, Durrës városától légvonalban 16, közúton 21 kilométerre délkeletre, az Adriai-tenger partján elterülő Kavajai-síkon. Tirana megyében belül Kavaja község székhelye, Kavaja alközség központja, egyúttal ez utóbbi egyetlen települése is. A 2011-es népszámlálás alapján az alközség, azaz Kavaja város népessége 20 192 fő, ezzel Albánia tizenkettedik legnépesebb városa.
Az oszmán hódoltság alatt lett kereskedőváros, amely a 16–18. században virágzott. Ekkor épült a műemlékvédelem alatt álló Kubelie-mecset és az óratorony. A 20. században különböző felkelések gócpontjaként lett nevezetes, a század elején a közép-albániai felkelés (1914) egyik központja, a század végén pedig a kommunista állampárttal szembehelyezkedő első tüntetés helyszíneként (1990) szerzett hírnevet. A mezőgazdasági területektől övezett könnyűipari városban a 21. században a turizmus is fellendülőben van, köszönhetően az Adriai-tenger közeli homokos tengerpartjának (Kavajai-szikla).

## Fekvése
Az Adriai-tenger partjától légvonalban mintegy 6-7 kilométerre fekvő település a délkeleti irányban elnyúló Kavajai-sík (Fusha e Kavajës) északkeleti részén, a Pezai-dombvidék (Kodrat e Pezës) lábánál fekszik. A várost délről és nyugatról a Darç folyó meanderező völgye öleli körbe, a dombvidékről érkező Lishat- és Mengaj-patakok Kavaja keleti határában érik el a parti síkságot. A települést nyugatról kerüli el a Durrëst Lushnján, Fieren és Tepelenán keresztül az albán–görög határon fekvő Kakavijával összekötő SH4-es főút. Kavaja az 1947-ben átadott Durrës–Peqin-vasútvonal egyik állomása.

## Neve
A város első említése egy 1431-es oszmán forrásból ismert, amelyben Kavalje néven említették a települést. Olasz nyelvű forrásokban a 16. századtól Borgo Cavaglia, a közelmúlt századokban pedig Cavaia alakban bukkant fel.

## Története
A római korban itt vezetett el a Dyrrhachiumból kiinduló Via Egnatia, de a régészeti ásatások jelentősebb települést nem tártak fel a mai Kavaja helyén. A leletek, köztük egy kisebb korabeli temető latin feliratai alapján arra lehet következtetni, hogy az i. sz. 1. században néhány római veteránt telepíthettek le a környéken. A közeli Kavajai-szikla, római kori nevén Petra fontos helyszíne volt a Iulius Caesar és Pompeius között i. e. 48-ban lezajló csatának.

### Az oszmán hódoltság alatt

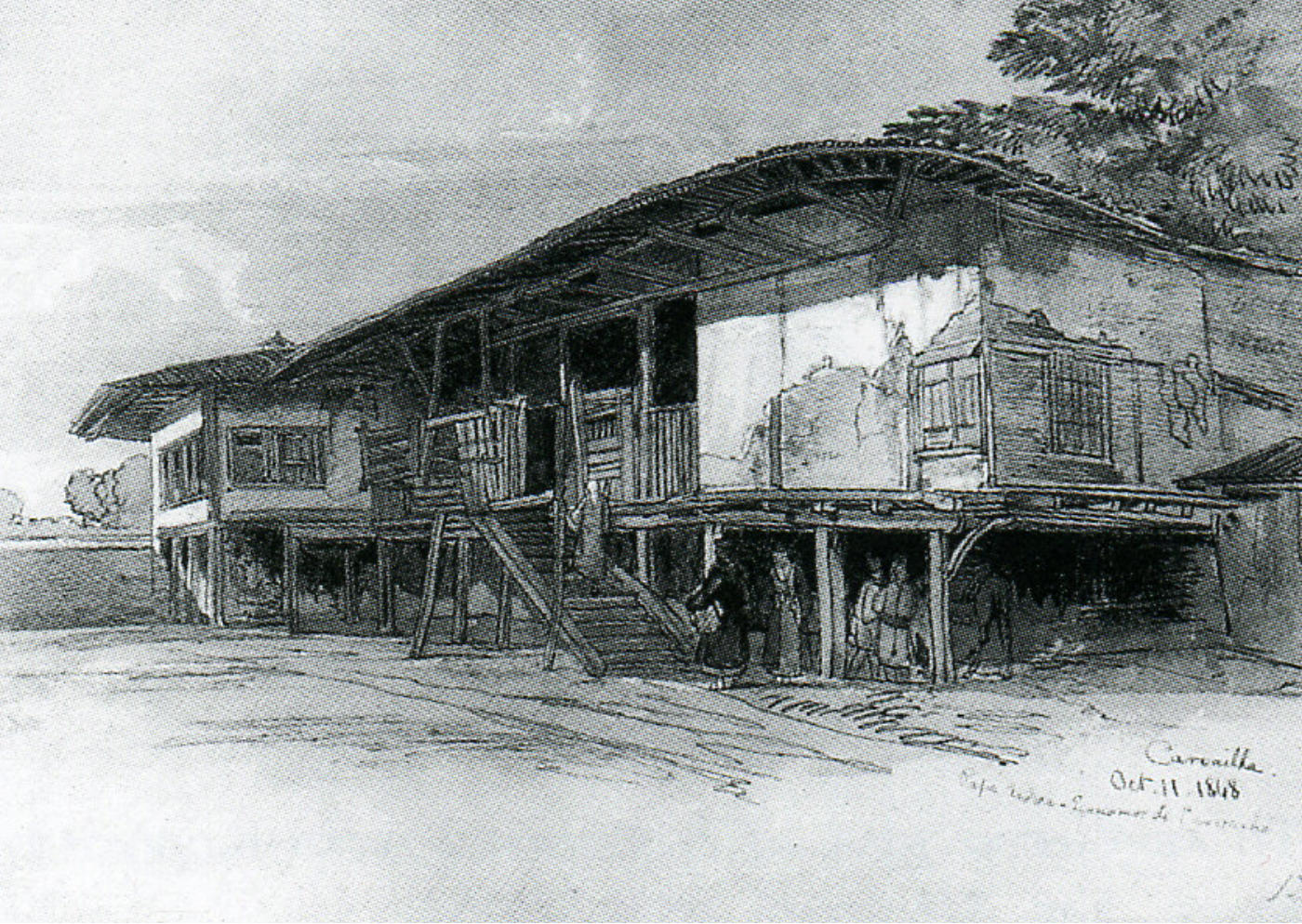
Kavajai vendégfogadó (han) Edward Lear 1848-as rajzán

A modern település első említése 1431-ből ismert, a feltételezések szerint a közeli Durrës időszakos hanyatlásával alakult ki a 16–18. században virágzó város. Amikor Evlija Cselebi 1670-ben itt járt, 400 házból álló piacvárosról számolt be, amelyet több gazdag család is lakott, belső udvarukon medencével vagy kúttal rendelkező nagy kőházaik pedig különösen lenyűgözték a török utazót. Fejlődésének kedvezett jó elhelyezkedése: a települést átszelte a Durrëst a Shkumbin völgyével és a déli országrészekkel összekötő út, az ország egyik fő kereskedelmi útvonala. A 19. század végére a jelentősebb albán városok közé tartozott 4-8 ezer fő közötti lakosságával, ugyanakkor regionális szerepköre a jóval nagyobb Durrës közelsége miatt nem teljesedhetett ki. Nem csak kereskedőváros, de kézműipari központ is volt, különösen nevezetesek voltak a helyi iparosok fazekastermékei és sajátos színezetű kelimszőnyegei, amelyek a város központi részén elterülő bazárban találtak gazdára. A muszlim többségű, de számottevő katolikus közösség által is lakott városról a 19. század két nagy angol utazója, David Urquhart (1831) és Edward Lear (1848) is beszámolt.

### Az első és a második világháború
Albánia függetlenségét a vlorai nemzetgyűlésen kiáltották ki 1912. november 28-án, de Kavaja vezetői már az előző napon megelőlegezték az eseményt, és deklarálták országuk önállóságát. Kavaja ezt követően mégsem állt az első nemzeti kabinet, a Qemali-kormány mellé, ehelyett az Esat Toptani által 1913 őszén alapított ellenkormányt támogatta, és a Toptani által kikiáltott Közép-albániai Köztársaság része lett. Kavaja lakóinak többsége szegény sorban tengődő parasztok közül került ki, helyzetüket csak tovább súlyosbította, hogy 1913-ban a szerb csapatok elől menekülő 40 ezer északalbán család egy részét a városban és környékén helyezték el. Amikor 1914 májusában az ország uralkodója, Vilmos fejedelem száműzte Toptanit, kitört a közép-albániai felkelés, amelynek egyik gócpontja Kavaja volt. A városban az albán lobogó helyett az oszmán birodalmi zászlót húzták fel, június 3-án pedig itt tartották a felkelők gyűlésüket, amelyen megfogalmazták követeléseiket. Az első világháború során, 1915. június 12-én szerb csapatok foglalták el a várost. 1916-ban helyüket az Osztrák–Magyar Monarchia alakulatai vették át, 1918-tól 1920 februárjáig pedig az olasz hadsereg tartotta ellenőrzése alatt Kavaját.
A két világháború között a különböző kormányok és magánszervezetek kisebb-nagyobb erőfeszítéseket tettek a Kavajai-sík mezőgazdasági potenciáljának kiaknázására. 1920-ban az amerikai Near East Foundation megnyitotta a városban az ország első mezőgazdasági iskoláját. 1929-ben felmerült a helyenként mocsaras terület lecsapolásának és csatornákkal való öntözésének ötlete, de a megvalósítással lassan haladtak. Az országot 1939-ben megszálló olasz hatóságok csak 1941-ben számoltak be arról, hogy Kavaja környékén 10 ezer hektáros gyapot- és olajbogyó-ültetvényeket hoztak létre. Ugyancsak az 1920-as években sikerült valamelyest lazítani a Kavajára és környékére nehezedő, évtizedes bevándorlási válságon: Lady Carnarvon, Henry Herbert özvegye 1924 és 1927 között Kavaja környékén öt falut építtetett fel (elsőként Helmëst), amelyekben az északalbán menekültek elhelyezését biztosították. A második világháborúban, 1941 és 1943 között Kavaja vidékén a Myslim Peza vezette partizánok küzdöttek az ország megszállói ellen, az 1944-es harcok során a város súlyos károkat szenvedett.

### A kommunizmus évtizedei és a rendszerváltás
A háborút követően kiépült kommunista állampárt hatóságai az első ötéves tervidőszakban (1951–1955) lecsapolták és termelésbe fogták a Kavaja környéki, korábban mocsaras földeket. Ezenkívül több könnyűipari üzemegységet telepítettek a városba, üveg- és papírgyár, malom, szerszámkészítő üzem adott munkát a kavajaiaknak.
Kavajához fűződik az első rendszerellenes utcai tüntetés kirobbanása 1990 tavaszán. A két fiatal fiú egy februári éjszaka betörtek egy helyi iskolába, és a marxizmus–leninizmus-osztályterem falára pártellenes mondatokat festettek. A titkosrendőrség nem találta meg az elkövetőket, akik ezt követően egy röplapot helyeztek el a város különböző pontjain, amelyben a március 25-ei Besa–Partizani-futballmeccs nyolcvanadik percére nyilvános tiltakozást hirdettek meg. A mérkőzés nyolcvanadik percében néhányan valóban meg is zavarták a meccset, egy Hoxha-könyvet dobtak a pályára és demokráciát követelő jelmondatokat skandáltak. A titkosrendőrség többeket letartóztatott, másnap, március 26-án viszont az esti órákban egy kisebb tömeg vonult fel a városban a rendőrkapitányság elé és megtámadták az épületet. A rendszer végnapjaiban, 1990 decemberében ismét Kavaja járt élen a tüntetések megszervezésében, a helyi fiatalok össze is csaptak a rendőrséggel. Az 1991 tavaszán megrendezett első demokratikus nemzetgyűlési választást ugyan a kommunista állampárt nyerte, de a Sali Berisha vezette Albán Demokrata Párt földindulásszerű győzelmet aratott a kavajai kerületben. Az 1990–1991-es események hatására Kavajára gyakran utalnak úgy, mint a demokrácia bölcsőjére (albán djepi i demokracisë).
A rendszerváltást követően a város üzemeinek egy része alkatrész- és nyersanyaghiány miatt bezárt. Az 1990-es években Kavaját 90%-os munkanélküliség sújtotta, jóllehet, ebben – a szegényebb vidékekről kiinduló elvándorlás eredményeként – a népesség megnövekedése is szerepet játszott. A munkanélküliség a 2000-es években is magas volt, de a közeli homokos tengerpart turisztikai fejlesztése Kavaja gazdasági helyzetére is kedvezően hat.

## Nevezetességei

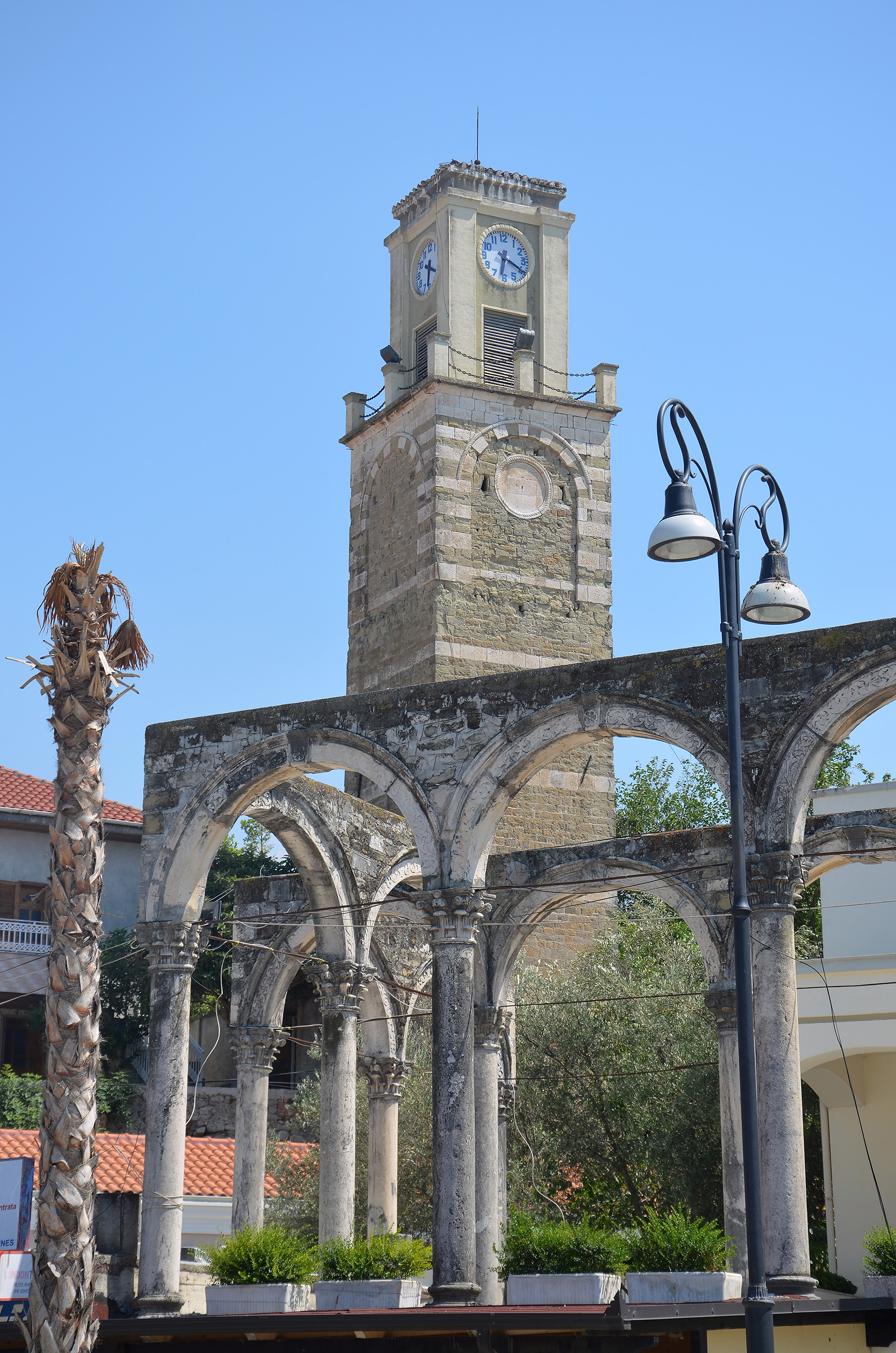
Az óratorony a mecset oszlopcsarnokával

Kavaja első számú építészettörténeti nevezetessége az eredetileg 1736-ban épült Kubelie-mecset (Xhamia e Kubeliesë) és óratorony épületegyüttese, amelyet a tiranai és peqini mecsetekhez hasonlóan árkádos oszlopcsarnokkal együtt alakítottak ki. Az oszlopok némelyikén fellelt latin betűs feliratok alapján arra lehet következtetni, hogy korábban egy bizánci templomhoz tartozhattak. Az 1967-es ateista kampány során a mecsetet lerombolták, a lebontott oszlopcsarnok darabjait pedig a durrësi Régészeti Múzeumba, illetve a korçai Középkori Művészeti Múzeumba szállították, egyedül az óratornyot hagyták meg. 1994-ben újra felépítették a mecsetet, 2002-ben pedig az oszlopcsarnok is visszakerült eredeti helyére. A város nyugati határában, félig a földbe süppedve látható egy 16–17. századi kőhíd, a Bukaq híd (Ura e Bukaqit) maradványai (é. sz. 41° 10′ 26″, k. h. 19° 32′ 51″41.173861°N 19.547528°E). Nyolc hagyományos lakóház élvez műemléki védelmet a városban, ezek egyikében néprajzi múzeumot rendeztek be. Ugyancsak védett a szocialista realista városháza épülete.
A legtöbb turista a közeli, a Kavajai-sziklát (Shkëmbi i Kavajës) övező homokos tengerpart és szállodasor miatt keresi fel Kavaját.

### Nevezetes kavajaiak
- Alexander Moissi(wd), eredeti nevén Aleksandër Moisiu (1879–1935) albán származású osztrák színész apja kavajai volt, akinek Kavaja közeli házában a színész életútjára emlékező tárlatot rendeztek be.[35]
- Kavajában született Spiro Moisiu (1900–1981) katonatiszt, a második világháborúban a Nemzeti Felszabadítási Hadsereg parancsnoka.[36]
- Kavaja szülötte volt Mustafa Krantja(wd) (1921–2002) karmester, az Albán Szimfonikus Zenekar, a Radio Tirana szimfonikus zenekarának és a tiranai Állami Konzervatórium zenekarának karnagya.[37]
- Rövid ideig, 1956-ban Kavaja muftija volt Hafiz Sabri Koçi(wd) (1921–2004), a rendszerváltás után az albániai iszlám közösség első vezetője.[38]
- Kavaja szülötte Xhezair Teliti (1948–) matematikus, 1993 és 1996 között Albánia oktatásügyi minisztere.[39]
- Kavajában született Thomas Simaku(wd) (1958) Nagy-Britanniában alkotó albán zeneszerző.[40]